# Genji Monogatari Emaki

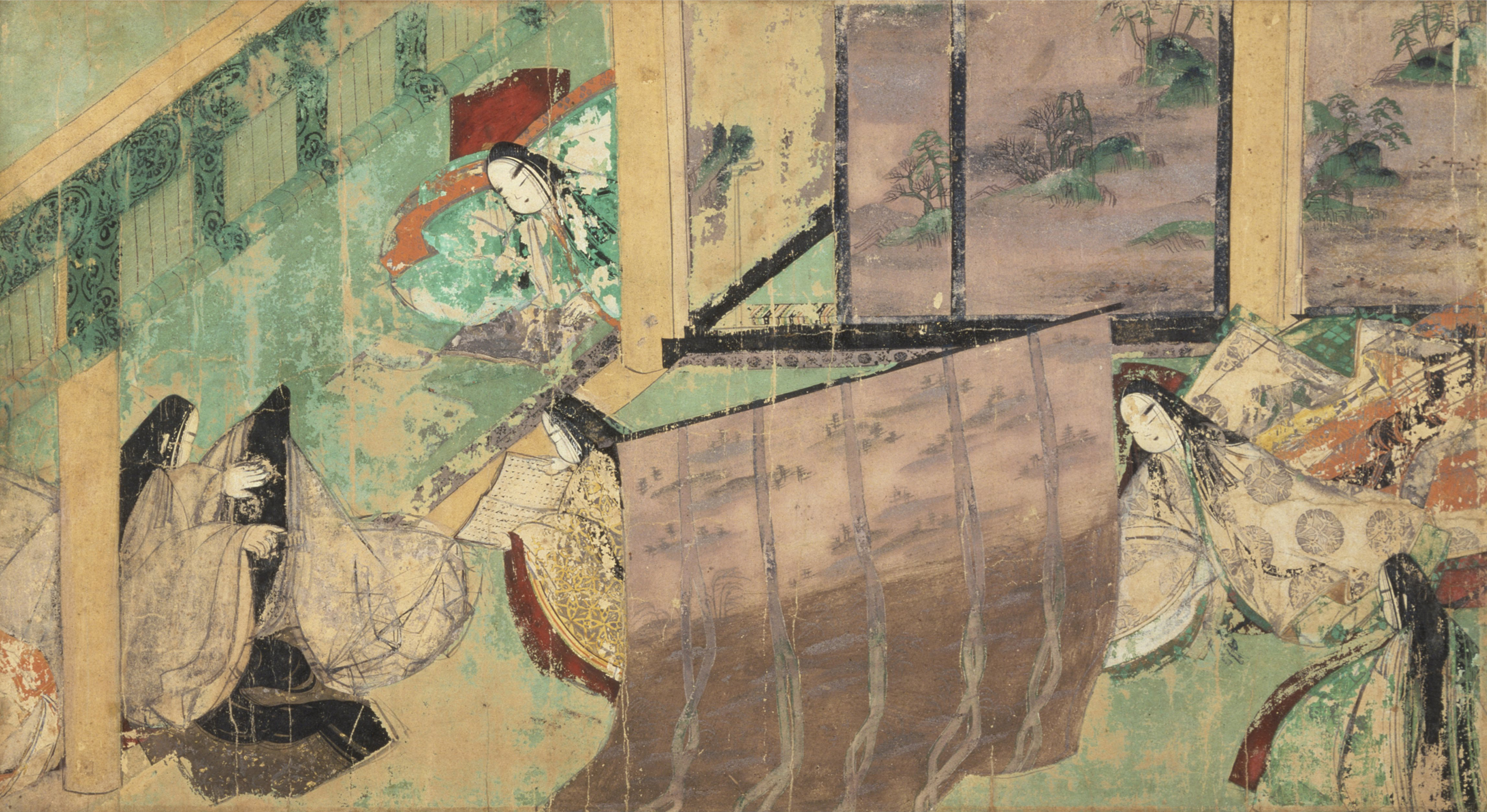
Một cảnh của Azumaya từ cuộn giấy thuộc sở hữu của Bảo tàng Nghệ thuật Tokugawa

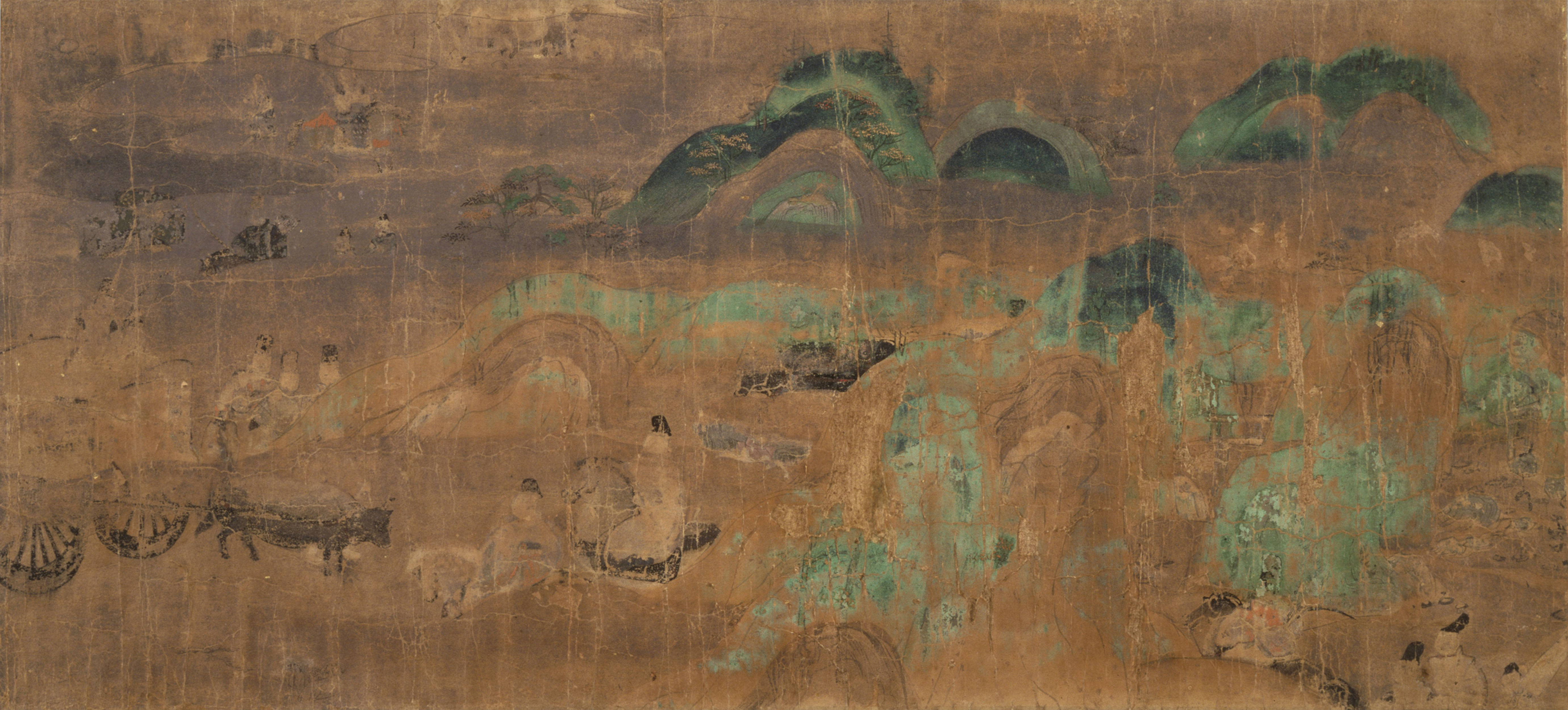
Cảnh quan trong chương "Seki-ya", Bảo tàng Nghệ thuật Tokugawa

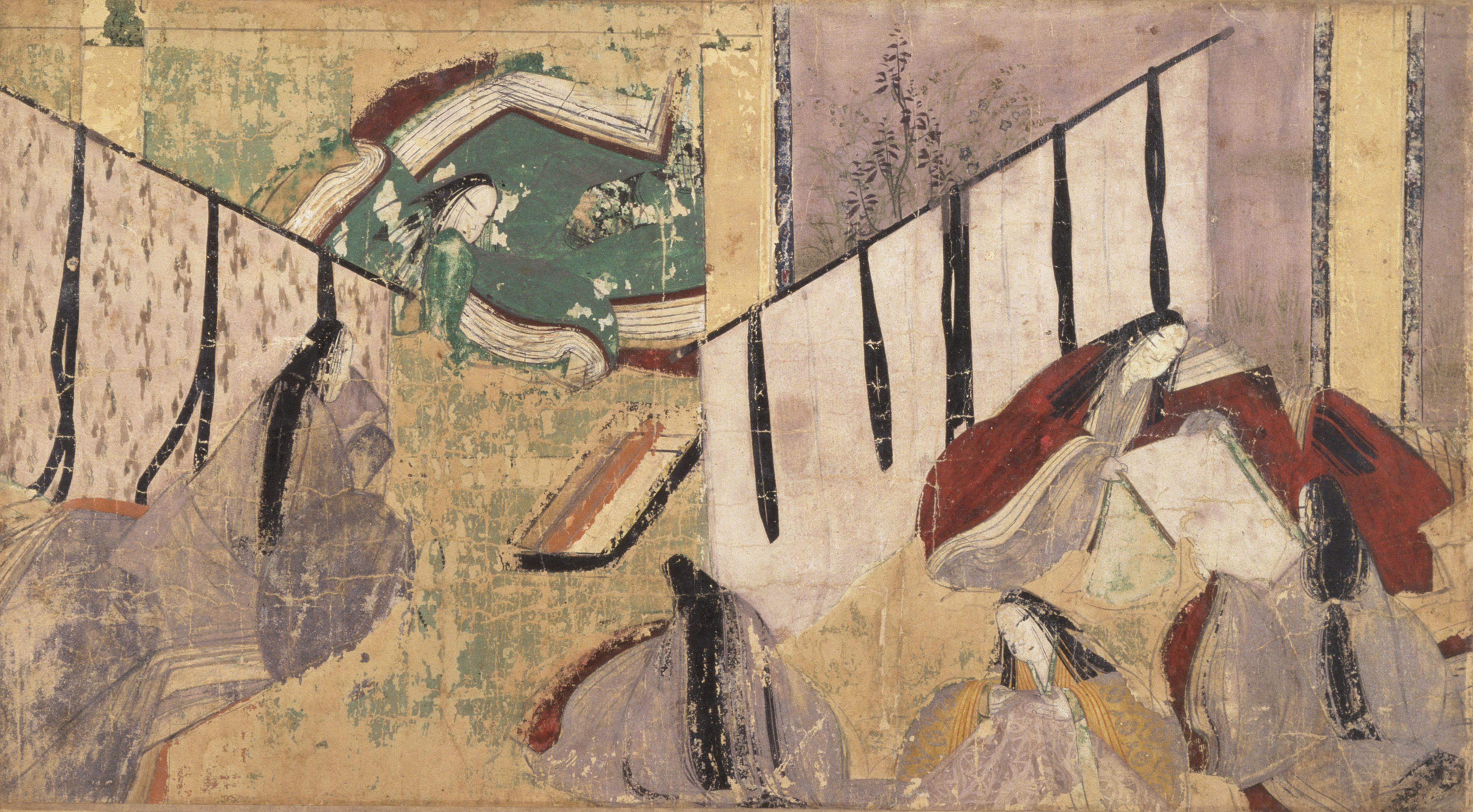
Cảnh "sawabi", Bảo tàng Nghệ thuật Tokugawa

Genji Monogatari Emaki (源氏物語絵巻 (Nguyên Thị Vật Ngữ hội quyển)) , còn được gọi là Cuộn tranh Truyện kể Genji , là một cuộn giấy minh họa của tác phẩm văn học cổ điển Nhật Bản nổi tiếng - Truyện kể Genji. Cuộn tranh được xuất bản vào thế kỷ 12, có lẽ là khoảng năm k. 1120–1140 . Vì lý do bảo tồn, các phần tranh còn sót lại hiện đã được tháo rời và gắn lại, song chúng chỉ đại diện cho một phần nhỏ của bản tranh gốc (nếu được hoàn chỉnh) và hiện nay, những mảnh tranh này được phân chia thành 2 nhóm và lần lượt trưng bày giữa hai bảo tàng ở Nhật Bản:  Bảo tàng Nghệ thuật Tokugawa và Bảo tàng Gotoh, song chúng cũng chỉ được lưu giữ và trưng bày một thời gian ngắn trước khi trùng tu một lần nữa vì lý do bảo tồn. Cả hai nhóm tranh đều là Bảo vật Quốc gia của Nhật Bản . Những mảnh tranh này đã lưu trữ phần văn bản còn sót lại có niên đại sớm nhất của tác phẩm và cũng là sản phẩm hội hoạ cổ nhất còn sót lại theo truyền thống cuộn giấy minh họa tường thuật Yamato-e, ngày nay vẫn tiếp tục tác động đến nghệ thuật Nhật Bản. Những hình ảnh được vẽ trong cuộn giấy đã cho ta thấy sự phát huy đạt mức tuyệt diệu của truyền thống vẽ tranh cuộn cùng những quy ước đặc biệt trong hội hoạ tường thuật có thể đã được hình thành trong vài thế kỷ. 

## Lịch sử
Từ "emaki" bắt nguồn từ từ " emakimono " có nghĩa là "cuộn tranh". Emakimono bao gồm hai kiểu dáng: 1. Những bức tranh được vẽ liền trên cùng một cuộn giấy, được chèn thêm chữ viết cùng một cuộn giấy, hoặc một số bức tranh đi kèm với các đoạn văn tường thuật; 2. Gồm các mảnh tranh rời rạc được chắp vá với nhau thành một cuộn giấy hoàn chỉnh. Cuộn tranh đầu tiên được biết đến là đã sản xuất tại Nhật Bản vào cuối thế kỷ thứ 9 hoặc thứ 10. Cuộn tranh Genji Monogatari được sản xuất vào đầu thế kỷ 12 và có lẽ là cuộn tranh đầu tiên còn sót lại từ thời kỳ đó. Như vậy, Genji Monogatari Emaki không chỉ là cuộn tranh tường thuật lâu đời nhất còn tồn tại mà còn là cuộn tranh lâu đời nhất còn tồn tại ở Nhật Bản mà không phải chịu sự chi phối của Phật giáo. Không rõ ngày tháng chính xác mà cuộn tranh được sản xuất, nhưng người ta ước tính nó nằm trong khoảng từ năm 1120 đến năm 1140,  với mốc thời gian như vậy, nó được tạo ra chỉ hơn một thế kỷ sau khi Murasaki Shikibu viết tác phẩm gốc là Truyện kể Genji .
Sự khác biệt của cuộn tranh Genji Monogatari Emaki nằm ở chỗ: hầu hết các giá trị và phong cách nghệ thuật của nó khác xa so với phong cách nghệ thuật Trung Hoa, dẫn đến giả định rằng Genji Monogatari Emaki được sáng tạo dựa trên các loại hình nghệ thuật Nhật Bản. Mục đích của việc vẽ cuộn tranh là để cung cấp một mô tả trực quan, cũng như giải thích thêm về cuốn tiểu thuyết Truyện kể Genji .

## Kích thước

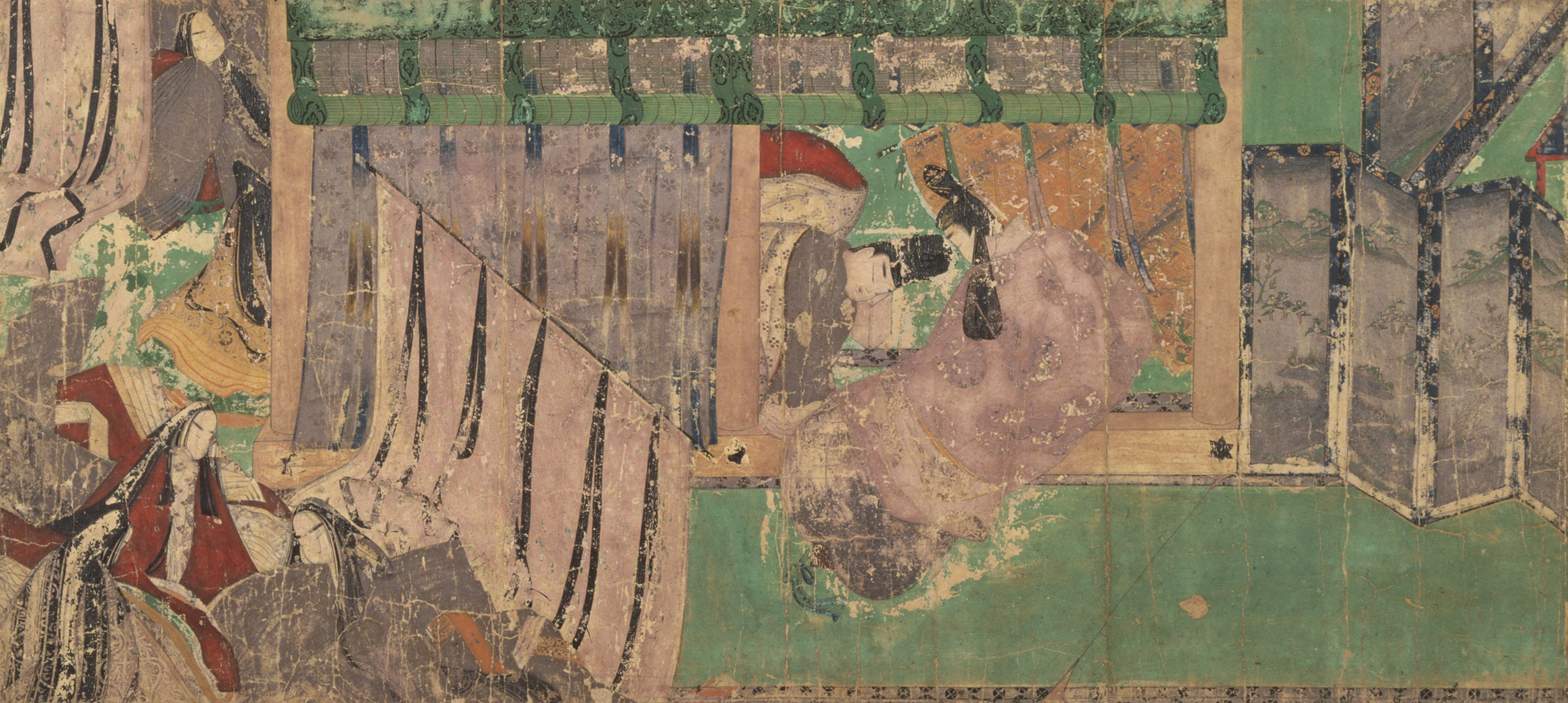
Một cảnh của Kashiwagi. Tất cả các bức tranh đều được sản xuất theo quy trình "tsukuri-e".

Ban đầu, cuộn tranh nguyên gốc dài khoảng 450 feet, bao gồm hai mươi cuộn, chứa hơn 100 bức tranh và hơn 300 tờ thư pháp. Tuy nhiên, những cuộn còn sót lại của Genji Monogatari Emaki không thực sự mô tả đầy đủ về tác phẩm gốc , vì hiện tại chỉ còn khoảng 19 bức tranh, 65 trang văn bản và 9  mảnh tranh rời được lưu giữ tại Bảo tàng Nghệ thuật Tokugawa ở Nagoya và Bảo tàng Gotoh ở Tokyo .  Nói chung, cuộn tranh còn sót lại chỉ chiếm khoảng 15% dung lượng cuộn tranh ban đầu.

## Thiết kế
Cho đến nay, cuộn tranh vẫn được cho là tác phẩm của Fujiwara no Takayoshi, một họa sĩ cung đình nổi tiếng sống vào thế kỷ 12. Tuy nhiên, sau khi tiếp tục nghiên cứu, giả thuyết về tác giả cuộn tranh đã bị thay đổi và đến nay vẫn chưa thể xác định được tác giả cũng như nơi sản xuất ra cuộn tranh gốc.  Do có nhiều kỹ thuật hội hoạ được sử dụng cùng lúc để tạo nên tác phẩm, có thể thấy rõ ràng là có nhiều nhà thư pháp và nghệ sĩ quen biết với Takayoshi đã tạo ra cuộn tranh này. Kỹ thuật dựng hình đặc trưng của cuộn tranh được gọi là "tsukuri-e" ;nghĩa đen là "bức tranh nhân tạo",  là một kỹ thuật bổ sung cho loại hình yamato-e . Phong cách tsukuri-e hiếm khi được các họa sĩ nam sử dụng nhưng hầu như luôn được các họa sĩ nữ sử dụng. Phong cách này được nhắc đến trong cuốn tiểu thuyết hiện thực Truyện kể Genji, được mô tả với quá trình quét sơn lên một bức vẽ có hai màu đen trắng. Tác phẩm cũng đề cập đến chính người họa sĩ tạo ra bản tranh cuộn, trái ngược với các nghệ nhân thực hiện những bức vẽ đơn giản. 

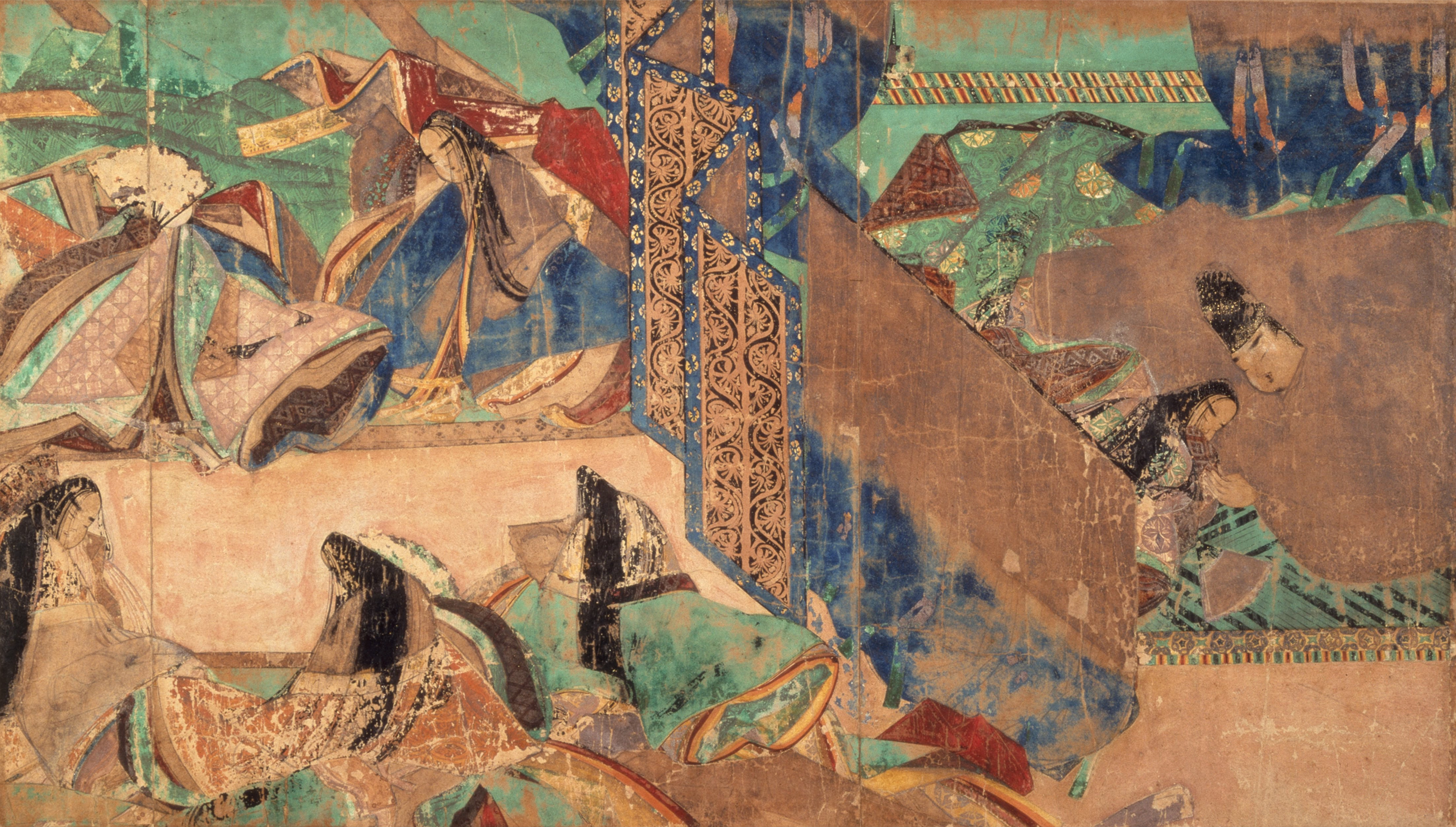
Cảnh trong chương "yadorigi gi"

Yamato-e là một hình thức hội họa trong đó lớp giấy bên dưới được phủ hoàn toàn bằng bột màu đậm. Có bốn bước để tạo nên bức vẽ thuộc loại hình hội hoạ này. Ở bước đầu tiên, một loạt cảnh có hiệu ứng hình ảnh đáng chú ý sẽ được chọn từ tác phẩm gốc thuộc thể loại Monogatari. Ở bước thứ hai, tác phẩm được thực hiện bằng bản vẽ đen trắng. Các chất màu đã được thêm vào bản vẽ cơ bản còn các chi tiết sẽ được tô màu ở bước thứ ba. Ở bước cuối cùng, những đường màu đen ban đầu sẽ bị sơn che đi và được vẽ lại bằng mực để bức tranh trở nên nổi bật hơn.  Khi quyết định trình bày cuốn tiểu thuyết Truyện kể Genji dưới dạng cuộn tranh, những người phụ trách muốn sử dụng một phong cách không gây ảnh hưởng đến hình ảnh của mọi người về cuốn tiểu thuyết. Cuối cùng, người ta quyết định thực hiện tất cả các khung cảnh yên bình, trang nhã và tĩnh lặng, phản ánh quan điểm thẩm mỹ chủ đạo của các nghệ sĩ và tầng lớp quý tộc cung đình đầu thế kỷ 12 đối với Truyện kể Genji . 

## Kỹ thuật hội hoạ
Genji Monogatari Emaki mang đặc trưng của hai kỹ thuật hội hoạ tiêu biểu: fukinuki yatai và hikime kagibana . Fukinuki yatai ( nghĩa đen là " thổi bay mái nhà") đề cập đến một dạng bài trí bố cục mang lại cái nhìn toàn cảnh về nội thất trong nội cảnh, phần mái và trần nhà bị loại khỏi bố cục bức tranh.  Trong một số trường hợp, các phân vùng bên trong có thể bị bỏ qua. Có thể nói rằng, những nghệ nhân đã có cái nhìn vô cùng thực tế trong việc tái hiện lại kiến trúc nội thất thời kỳ này.

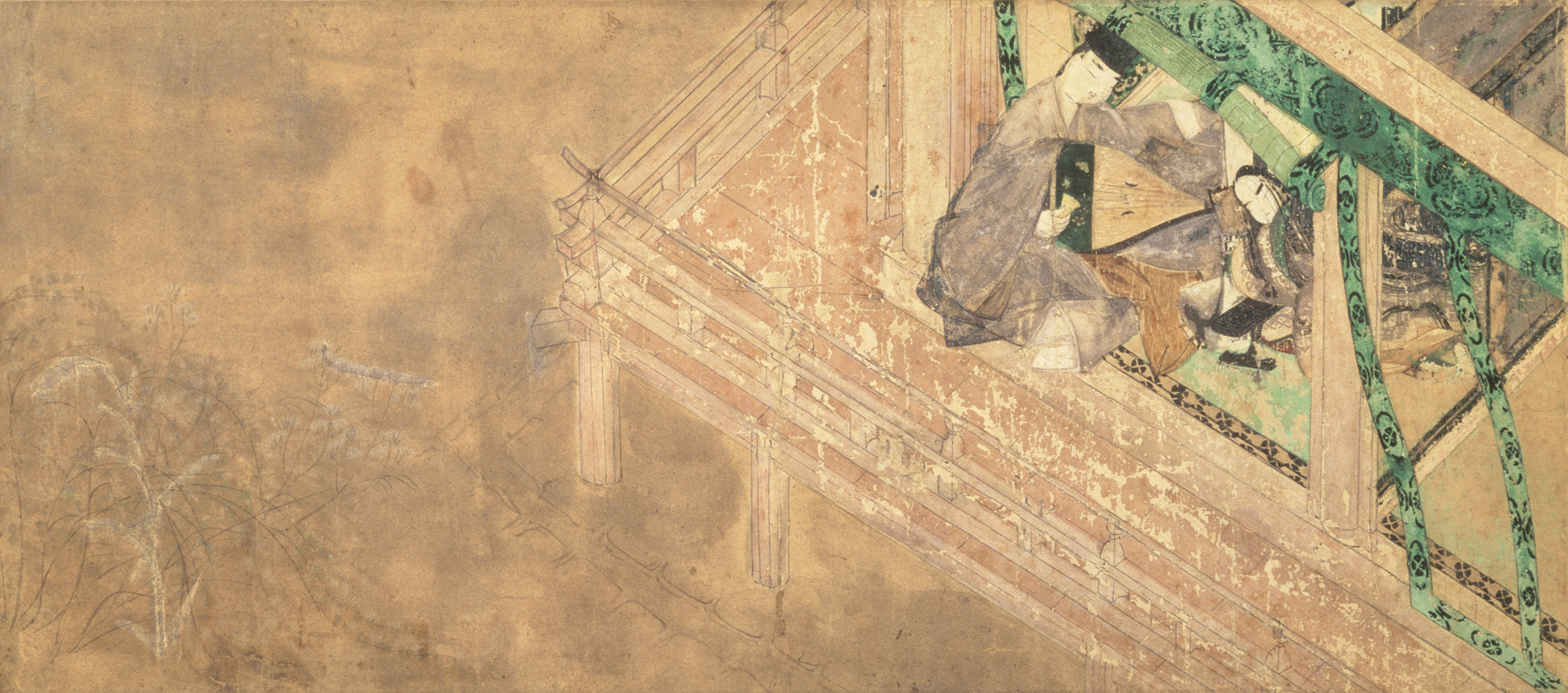
Một cảnh Yadorigi trong phong cách "hikime kagibana".

Phong cách hikime kagibana mô tả khuôn mặt của các nhân vật với các đặc điểm cơ bản giống hệt nhau:  mắt xếch và mũi khoằm . Hầu như tất cả các nhân vật đều được vẽ với đường nét tượng tự ngoại trừ một trong số 19 tấm trong cuộn tranh. Một đặc điểm khác của Hikime Kagibana, là việc vẽ các khuôn mặt theo hướng nghiêng thay vì hướng chính diện, cụ thể, một góc xiên 30 độ so với phía trước và một góc vuông tạo ra một đường thẳng sẽ được dùng để phác hoạ mặt các nhân vật trong tranh. Với góc vuông, ta có thể nhìn thấy lông mày và khóe mắt nhưng không thể nhìn thấy mũi. Đây cũng chính là việc hư cấu hoá nhân vật, vì trên thực tế, ta không thể nhìn thấy khóe mắt của một người mà lại không thể nhìn thấy mũi của họ.
Các nét vẽ minh họa về kiến trúc xuyên suốt cuộn giấy rất chân thực, trái ngược với các nét vẽ siêu thực mô tả diện mạo con người. Điều này được cho là do các nhân vật trung tâm trong Truyện kể Genji không thuộc về cuộc sống đời thường mà ở một cuộc sống hư cấu khác xa lạ với độc giả.Họ đều là những hình tượng chỉ hiện diện trong thế giới tưởng tượng của một người đến từ quá khứ, nhằm mục đích để các cá nhân độc giả có thể tự khắc họa hình ảnh của mình về các nhân vật khi đọc tiểu thuyết. Nếu các nghệ nhân tạo ra những bức chân dung thực tế của nhân vật thì điều đó sẽ ảnh hưởng đến hình tượng nhân vật riêng của độc giả. Vì vậy, các nghệ nhân đã chọn sử dụng kỹ thuật vẽ siêu thực hikime kagibana để có thể bảo tồn hình ảnh cá nhân của các nhân vật trong lòng độc giả.

## Mô tả khía cạnh cảm xúc

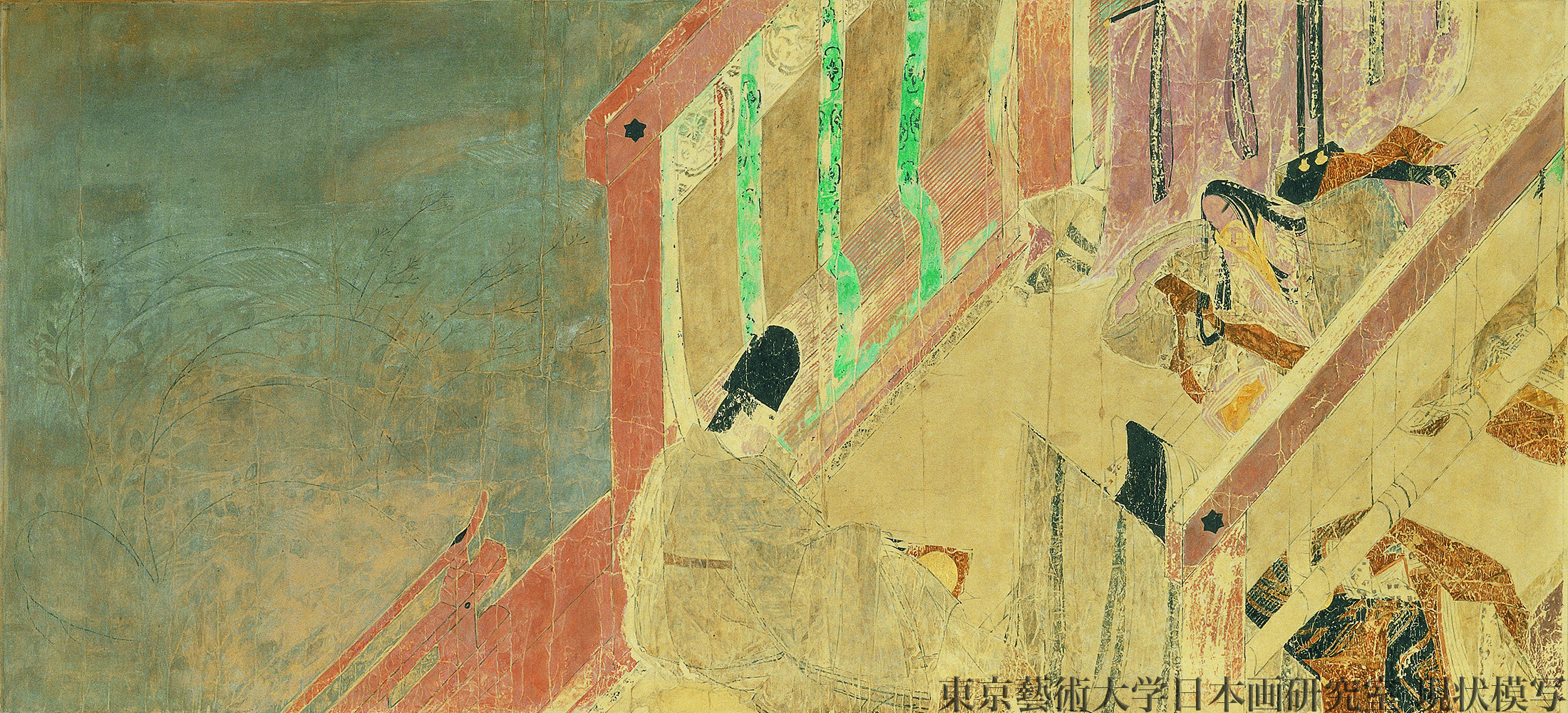
Một cảnh trong chương "Minori" miêu tả cái chết của tiểu thư Murasaki

Mặc dù kỹ thuật hikime kagibana được sử dụng để vẽ khuôn mặt của các nhân vật dưới dạng siêu thực nhưng vẫn có thể nhận thấy rất nhiều cảm xúc được khắc hoạ từ đó. Một cách mà các nghệ nhân thể hiện cảm xúc cá nhân trên khuôn mặt của nhân vật là thông qua vị trí, kích thước và đặc điểm trên khuôn mặt của họ; chẳng hạn như độ dày của lông mày hoặc môi, góc của lông mày/mắt và khoảng cách giữa mắt và lông mày.
Ví dụ, chương 37 và 39 của tác phẩm đã miêu tả phu nhân Kumoi là một người phụ nữ trẻ có ý chí mạnh mẽ và trở thành con mồi cho sự ghen tuông quá mức. Để thể hiện cảm xúc cho nhân vật này, người ta sẽ vẽ lông mày đậm hơn một chút, đồng tử nhỏ thấp hơn chút, mắt hơi cụp xuống và phần môi trên dày hơn một chút.
Ngoài ra, còn có một cách khác để nghệ nhân có thể mô tả cảm xúc ở các nhân vật là vẽ khuôn mặt của họ theo góc nghiêng, làm cho người xem có cảm giác như các nhân vật đang nhìn đi chỗ khác, hoặc đang dùng tay che mặt. Các nghệ nhân cũng khắc họa những biểu cảm và cảm xúc riêng cho các nhân vật bằng cách sử dụng các yếu tố vô tri vô giác như sự vật ngoài tự nhiên, ví dụ như hình ảnh cỏ mùa thu và những giọt mưa đã được sử dụng xuyên suốt cuộn tranh; trong đó, cỏ mùa thu được dùng làm biểu tượng cho cảm xúc của con người.

## Phong cách thư pháp

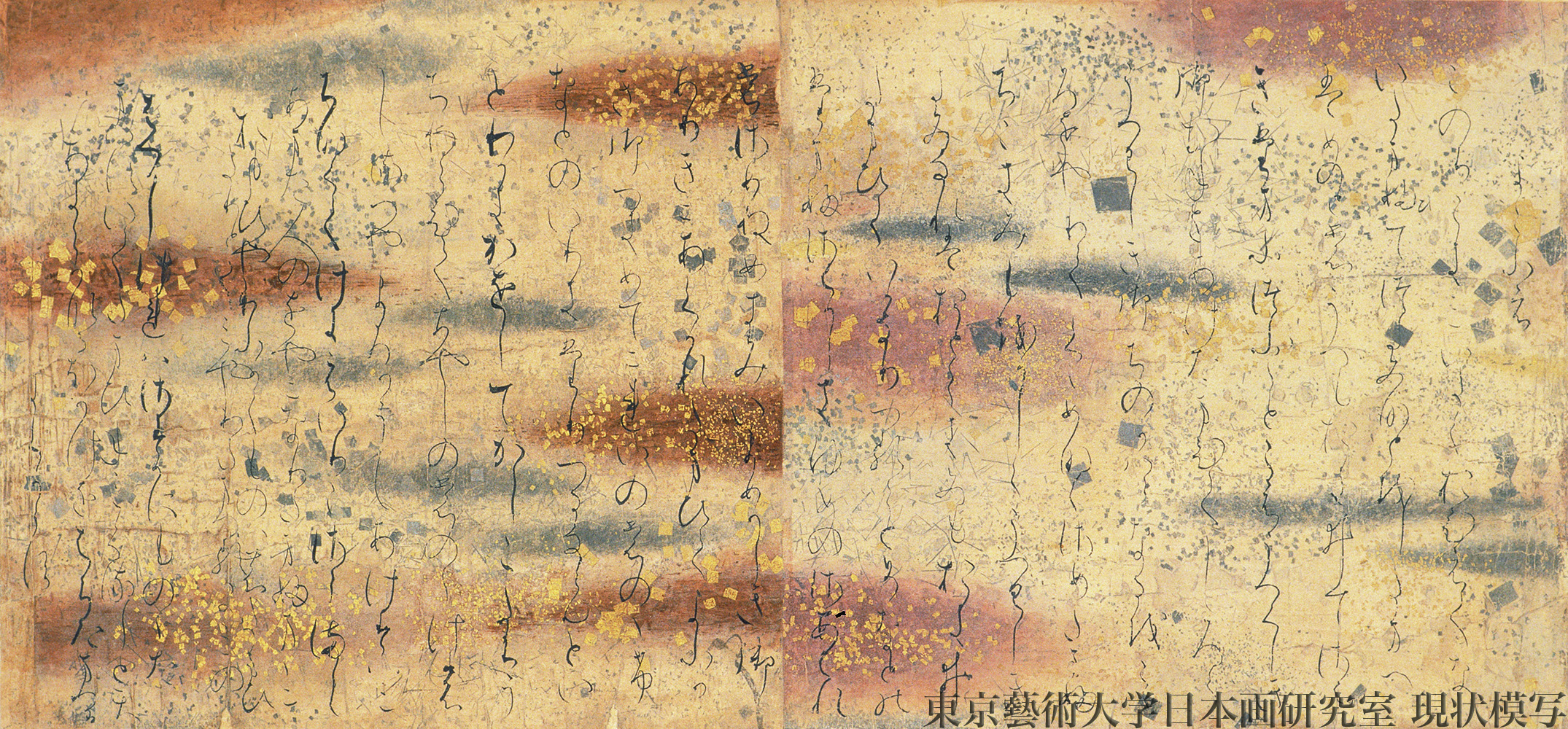
Thư pháp

Các họa sĩ vẽ cuộn tranh minh hoạ Truyện kể Genji không chỉ sử dụng một phong cách thư pháp mà còn sử dụng nhiều phong cách khác nhau,  ví dụ như họ đã sử dụng nhiều loại bút lông để vẽ nên những đường nét tinh tế và các kiểu khác có nét vẽ rõ ràng. Mục đích dùng để thưởng thức tính thẩm mỹ của phong cách thư pháp điêu luyện hơn là để đọc. Cũng vì phong cách thư pháp này nên người ta gần như không thể giải mã được những ký tự chữ viết trong Genji Monogatari Emaki. Thậm chí ngay cả trong số những người Nhật có trình độ học vấn cao nhất hiện nay, chỉ một số ít có thể giải mã thành công nó.
Mặc dù không rõ người Nhật thời đó có thể đọc chữ thư pháp tốt đến mức nào, nhưng nhiều người tin rằng chính họ cũng đã phải phải trải qua một giai đoạn rất khó khăn để có thể hiểu hết ý nghĩa của chữ viết trong bức Emaki này. Một lý do khác được đưa ra để giải thích cho việc sử dụng một phong cách viết khó đọc như vậy là vì kiểu viết dễ đọc hơn sẽ làm mất đi hiệu ứng hình ảnh.

## Dẫn truyện
Các đoạn văn dẫn truyện được tìm thấy trong các cuộn tranh đặc biệt ở chỗ chúng được bảo tồn và được xem như những lời dẫn truyện cổ xưa nhất được biết đến nhiều nhất của Truyện kể Genji, những câu dẫn truyện trong đó khác biệt ở nhiều mặt so với chuẩn mực văn học Aobyoshi gắn liền với Fujiwara no Teika . Đoạn văn được tìm thấy trong emaki cũng như trong tác phẩm gốc đã cho phép các học giả có thể xác định các bản thảo còn tồn tại dường như đã từng được bảo tồn dưới dạng văn bản trước thời Teika. Nổi tiếng nhất trong số này là Yomei-bunko Genji.